# Nacionalni park Doñana
Nacionalni park Doñana (španjolski: Parque Nacional de Doñana) poznat i kao Coto de Doñana je nacionalni park i životinjski rezervat u jugoistočnoj Španjolskoj, u pokrajinama Huelva and Seville, španjolske autonomne zajednice Andaluzija. Prostire se na preko 543 km² močvarnog tla, plitkih potoka i pješčanih dina područja delte rijeke Guadalquivir u Atlantski ocean.
Park je ime dobio po šumi Doñana koja opet ime duguje vojvotkinji Medina Sidonia, Doña Ana de Silva y Mendoza, iz 16. stoljeća.

## Povijest
God. 1963. WWF je osnivao životinjski rezervat otkupivši dio područja Doñana od španjolske vlade koja je planirala isušiti močvaru i organizirati deltu rijeke Guadalqivir za navodnjavanje velikog poljoprovrednog područja i proširenje turističke obale. God. 1989. ipak je osnovan Nacionalni park Doñana pod upravom oblasne vlade, koji je fizički spojen s parkom prirode Camargue.
Nacionalni park Doñana je 1994. godine upisan na UNESCO-ov popis mjesta svjetske baštine u Europi kao rezervat biosfere koji je prepoznala i Ramsarska konvencija o zaštiti močvarnih područja.
God. 1998. parku je zaprijetila velika opasnost od velikim prosipanjem metalnog otpada iz rezervoara rudnika Aznalcollar u rijeku Guadaliamar koja teče kroz park, ali je otpad skrenut rijekom Guadalquivir iz parka.

## Bioraznolikost
Park ima bioraznolikost jedinstvenu u Europi s velikom raznolikošću ekosustava u kojem obitava veliki broj ptica selica, jelena damjaka, španjolskih crvenih jelena, divljih svinja, europskih jazavaca, egipatskih mungosa, i ugroženih vrsta kao što je španjolski kraljevski orao i iberijski ris, najugroženija europska mačka za koju je ovo područje postalo posljednje utočište.
Tijekom 19. stoljeća, pa sve do 1950-ih, na ovom području su lutala i krda arapskih deva koje su pobjegle iz ergele markiza de Molina koji ih je 1829. godine doveo kako bi ih koristio za prijevoz robe.
- Šuma Donana
- Laguna Acebuche u parku
- Kormorani na Guadalquiviru
- Iberijski ris u parku
- Zlatokrila utva

## Vanjske poveznice
- Donana na andalucia.com
- Doñana Biološka postaja CSIC